# Biométhanation
La biométhanation ou méthanation biologique est une technologie employant des microorganismes méthanogènes pour produire du méthane pur à partir de dihydrogène et de dioxyde de carbone ou de monoxyde de carbone.
Cette biosynthèse est actuellement l'objet de recherches (biomimétique éventuellement), pour une application dans les énergies renouvelables notamment. Parallèlement la R&D universitaire et industrielle explorent des voies plus biotechnologiques, dites de « catalyse microbienne ».

## Principe
La biométhanation permet de produire du méthane pur à partir de dihydrogène et de dioxyde de carbone ou de monoxyde de carbone. Elle pourrait faciliter l'insertion des énergies renouvelables électriques et/ou utilisant la biomasse sur le réseau de gaz naturel en intégrant la chaîne du power to gas ou en traitant le syngaz issu de gazéification.

## Mécanismes biologiques
Certains archées (groupe de procaryotes aujourd'hui distinct de celui des bactéries) utilisent le dioxyde de carbone et le dihydrogène abondants dans leur environnement pour produire du méthane : il s'agit d'une méthanogenèse naturelle, dont la première étape consiste à réduire le CO2). La plus grande partie du méthane terrestre est produit de cette manière.
Les électrons produits par oxydation du dihydrogène ne sont pas naturellement assez énergétiques pour spontanément réduire le CO2, mais au cours de l'évolution, certains groupes d'archées ont appris à utiliser des complexes métalloenzymatiques (Méthyl-coenzyme M réductase et coenzyme B) pour produire CoM-S-S-CoB et du méthane en dynamisant la moitié des électrons dérivés du H2 (au détriment de l'autre moitié).
Wagner et al. ont montré en 2017 comment chez certaines archées les électrons reçoivent la poussée d'énergie nécessaire : grâce à la structure cristalline du complexe métalloenzymatique qui contient une chaîne de transfert d'électrons en forme de T, qui divise le flux d'électrons d'un seul donneur vers deux accepteurs (un accepteur doit se lier à une paire de nouveaux groupes fer-soufre à réduire),.
La biogenèse du méthane est permise par la méthyl-coenzyme M réductase, une enzyme qui est aussi responsable de l'utilisation du méthane comme source d'énergie (par oxydation anaérobie). Cette enzyme utilise un facteur auxiliaire appelé « coenzyme F430 », un tétrapyrrole modifié contenant du nickel qui favorise la catalyse à travers un intermédiaire méthyle radical/Ni(II)-thiolate intermédiaire. La synthèse de la coenzyme F430 (à partir d'une composé commun, le uroporphyrinogène III) est encore mal connue, mais la voie de synthèse implique une chélation, une amidation, une réduction d'anneau macrocyclique, une lactamisation et la formation d'anneau carbocyclique.
Les protéines catalysant la biosynthèse de la coenzyme F430 (à partir de sirohydrochlorine, appelée CfbA-CfbE) ont été identifiées, ce qui ouvre la porte au développement de systèmes recombinants basés sur ces groupes métalloprothétiques. Cette meilleure compréhension de la biosynthèse d'un coenzyme de la production de méthane par les microbes complète les voies biosynthétiques connues pour une famille des composés importants incluant la chlorophylle, l'hème et la vitamine B12,.

## Types de réacteurs
Pour des usages locaux, dans les pays en développement notamment, on cherche à produire des bioréacteurs rustiques de conception et entretien simple. Un prototype récent associe deux bioréacteurs solides montés en série reliés par un système d'alimentation et de recirculation. Il a pu produire jusqu'à 6,35l de méthane par litre de réacteur (pour un débit d'hydrogène de 25,2 l/l de réacteur), avec une source nutritive simple (déchets organiques liquides), et acceptant un milieu de culture simple (vermiculite et grains de perlite dans l'expérimentation) ; le taux de conversion pour l'hydrogène a été de 100 %, mais le fonctionnement de ce type de réacteur reste instable et doit être amélioré.
Le principe du lit fluidisé a été aussi été testé (en Allemagne en 2015-2017) pour une culture anaérobie d'archées thermophiles afin obtenir un réacteur de biométhanation à haute performance non pressurisé. Le prototype (d'une contenance de 58,1 litres) a pu produire 5.4 m3 de CH4/(m3·j) avec plus de 98 % de conversion en CH4. Il a aussi montré l'importance du contrôle du pH, des nutriments pour une stabilité de la production. Dans ce cas l'inoculum original était mésophile, et il s'est rapidement adapté aux conditions thermophiles du réacteur dit ATBR (pour « anaerobic trickle bed reactor »). Le fonctionnement du réacteur s'est montré sensible au phénomène de dilution par l'eau métabolique produite par la communauté microbienne. Ce type de réacteur peut être ensemencé (inoculé) simplement par des boues digérées : leur biodiversité intrinsèque les rendent capables de fournir une population microbienne qui va bien et rapidement s'adapter aux conditions thermophiles du réacteur. Dans ce cas les auteurs n'ont jamais observé de biofilm macroscopique en conditions thermophiles (même après 313 jours d'opération). Ils concluent que cette technologie est « très efficace » et a un « potentiel élevé d'utilisation comme moyen de conversion et de stockage de l'énergie ».
Un autre type de réacteur à flux continu a aussi été prototypé et testé en 2017 : il contient un biofilm microbien anaérobie mésophile mixte. Le temps de séjour y est lent mais le système est simple. Dans les 82 jours après mise en route des tests, des rendements de conversion (du CO2 en CH4) de 99 % et de 90 % ont été atteints pour des débits de gaz totaux qui étaient respectivement de 100 et 150 v/v/j. Pour un débit d'entrée de gaz de 230 V/V/J, les vitesses d'évolution du méthane ont atteint 40 V/V/J (record à ce jour pour « une biométhanation par biofilm fixe », avec peu de sources de consommation "parasite" d'énergie grâce à un nouveau concept d'écoulement par bouchons faisant alterner des phases liquides (avec nutriment), solides (croissance du biofilm) et gazeuses (absorption du CO2) très différente du réacteur CSTR (en) qui nécessite en outre un refroidissement constant et important).
Ce travail a aussi été l'occasion d'inventer un type de réacteur qui pourrait avoir d'autres usages biotechnologiques connexes.
Le groupe Viessmann commercialise en 2016 du GNV produit à partir d'électricité renouvelable par voie biologique. En 2017 on cherche à encore améliorer l'efficience énergétique de ces voies de biométhanation, qui pourrait par exemple être intégrée au processus d'épuration des eaux usées.

## Combinaison avec la méthanisation
Le biogaz produit par la méthanisation contient une part importante de dioxyde de carbone. Une des pistes pour l'enrichir en méthane consiste à le combiner avec l'hydrogène, par exemple par voie biologique. Un pilote biologique est en projet dans l'Yonne à partir de biogaz de décharge.